# William Edward de Winton
William Edward de Winton est un zoologiste britannique, né en 1856 et mort en 1922.
Grand voyageur, il découvre un grand nombre de nouvelles espèces de rongeurs de la famille des Cricetidae. Sa collection de photos de l’Afrique de l’Est, datant de fin 1890, est au Natural History Museum de Londres.

## Source
- Traduction de l'article de langue anglaise de Wikipédia (version du 11 juin 2007).